# Јел (певачица)
Жили Биде (фр. Julie Budet, 17. јануар 1983, Сен Бријук), познатија под псеудонимом Јел (фр. Yelle, од енгл. You Enjoy Life — уживаш у животу), француска је певачица чије песме одлукује певање налик рецитовању.
Део је истоименог бенда, у коме она представља вокал и пише текстове песама, док остали праве музику — Жан Франсоа Перје (фр. Jean-François Perrier), псеудоним Гранмарније (фр. GrandMarnier), свира бубњеве, а Танги Детабл (фр. Tanguy Destable), псеудоним Тепр (фр. Tepr), клавијатуре.
Жили и Гранмарније су почели да сарађују у вези са музиком још 2000, а запажени су 2005, када су на Мајспејс поставили радну верзију песме Je veux te voir, тада названу Short Dick Cuizi, са многим вулгарним речима, што ју је и довело до првих пет најслушанијих песама у Француској.
Након снимања још неколико песама, Јел је 2007. издала дебитантски албум Pop Up, када се бенду придружио Тепр. Њен други албум, Safari Disco Club, издат је 2011, овог пута са озбиљнијом нотом. Све Јелине песме су на француском, али је њена светска турнеја албума Pop Up са бендом трајала пола године, и ван француског говорног подручја.